# چویا بلکی
چویا بلکی (روسی: Чуйские белки) یک کوه در جمهوری آلتای کشور روسیه است.